# Bombardement op Mortsel
Het Amerikaanse bombardement op Mortsel vond plaats op 5 april 1943 en was met 936 doden het zwaarste in België tijdens de Tweede Wereldoorlog.

## Geschiedenis

### Luchtaanval

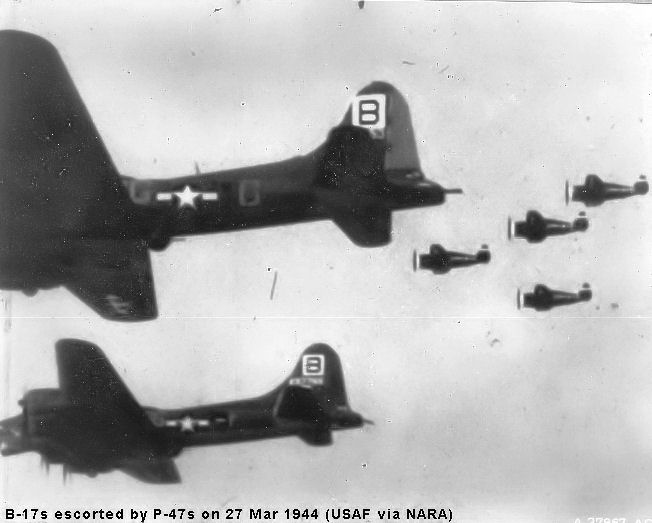
B-17 bommenwerpers

Doel van de luchtaanval was de voormalige Minerva-autofabriek waarvan het verzet gemeld had dat het Duits bedrijf Erla er jachtvliegtuigen Messerschmitt Bf 109 van de Luftwaffe herstelde. Het bombardement werd op 5 april 1943 uitgevoerd door 83 bommenwerpers van de 1ste en 2de Bomb Divisions van de Amerikaanse 8ste Luchtmacht gestationeerd in Engeland. De formatie van 1BD omvatte 16 toestellen B-17 van de 91ste Bomb Group (91BG), 17 van de 303BG en 16 van de 305BG. De 2de Bomb Division was samengesteld uit 11 toestellen B-24 van 44BG en 7 van 93BG. De bommenwerpers werden van Engeland tot Gent begeleid door Spitfire-jachttoestellen van de 403de en 416de squadrons van de RAF. Die moesten wegens hun beperkt vliegbereik boven Gent terugkeren en de bommenwerpers moesten van daar zonder escorte naar hun doel vliegen.

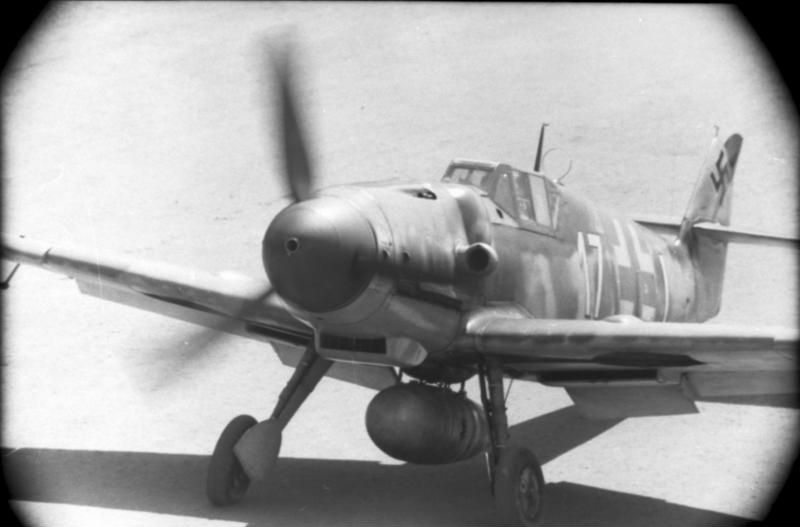
Messerschmitt Bf 109 jachtvliegtuigen vielen de bommenwerpers aan.

Zij werden onmiddellijk zwaar aangevallen door Duitse jachttoestellen Messerschmitt Bf 109 van Jagdgeschwader 26 (JG26), die opgestegen waren van de vliegvelden te Wevelgem en te Moorsele. Er ontspon zich een luchtgevecht dat zich verplaatste van Gent naar Antwerpen waarbij één B-17 werd neergeschoten boven Wilrijk. Er werden ook vijf Duitse jachttoestellen neergeschoten. De bommenwerpers werden door de Duitse vliegtuigen erg gehinderd tijdens de 'bomb run', waarbij de toestellen naar hun doel moeten aanvliegen om hun bommen te lossen. De bommen kwamen zeer verspreid neer. Er werden er 599 van 1000 pond gedropt door B-17 van 1BW en 216 van 500 pond door de B-24 van 2BW, samen 245,5 ton. Hiervan troffen er slechts 4 de Erlafabriek.
Boven Antwerpen werden de Messerschmitts van JG26 afgelost door de toestellen die op Deurne gestationeerd waren om de haven te beschermen. Er werden nog drie B-17 neergeschoten: zij stortten neer te Kalmthout, Zandvliet en Dinteloord. Op de terugweg over Nederland werden de bommenwerpers vanaf de kust weer geëscorteerd door Spitfires van de 331ste en 332de squadrons van de RAF. Dertien Amerikaanse vliegeniers overleefden de missie niet. Daarnaast kwamen één Britse Spitfirepiloot en één Duitse Focke-Wulfpiloot om bij de luchtgevechten.
Gehinderd door de actie van de Luftwaffe was het bombardement zeer onnauwkeurig: de meeste bommen vielen op de woonwijken rond de Erlafabriek. Daardoor vielen 936 dodelijke slachtoffers te betreuren, waaronder 209 kinderen. 1.342 mensen raakten gewond. De materiële schade was enorm: 1.259 woningen werden zwaar beschadigd.
Radio Londen meldde de avond van 5 april: "De aanval leverde uitstekende resultaten op." Het Duitse persbureau schreef op 6 april: "Voltreffers in de huizenblokken veroorzaakten brand en verwoesting en brachten de burgerbevolking bloedige verliezen toe..."
Het bombardement kreeg een diplomatiek vervolg. De Belgische ambassade te Washington tekende protest aan bij de Amerikaanse regering tegen de onnauwkeurigheid van het bombardement waardoor zoveel Belgische burgers nodeloos het slachtoffer werden.

### Mythe

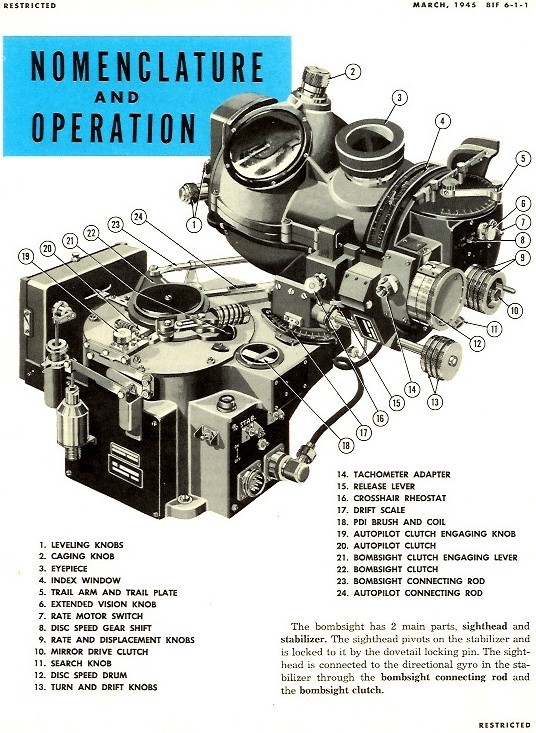
Een Norden bombsight

Een hardnekkige mythe luidt dat een Amerikaans jachtvliegtuig een kring van rook zou getrokken hebben, waarbinnen de bommenwerpers hun bommen zouden moeten droppen. De kring zou met de wind afgedreven zijn, waardoor de bommen boven bewoond gebied in plaats van boven het doelwit zouden gevallen zijn. Dit klopt niet, want een kring met rook was helemaal geen gangbare praktijk bij bombardementen. De bommenwerpers hadden toen Norden bombsights, speciale richtapparatuur om bommen met grote precisie te werpen. Wel is het zo dat een jachtvliegtuig werd neergehaald en omlaag dwarrelde waarbij het rook verspreidde. Ook is het zo dat de bemanning moeilijk bommen kon richten, terwijl de piloot met bruuske manoeuvres trachtte luchtafweer en jachtvliegtuigen te ontwijken.

### Slachtoffers

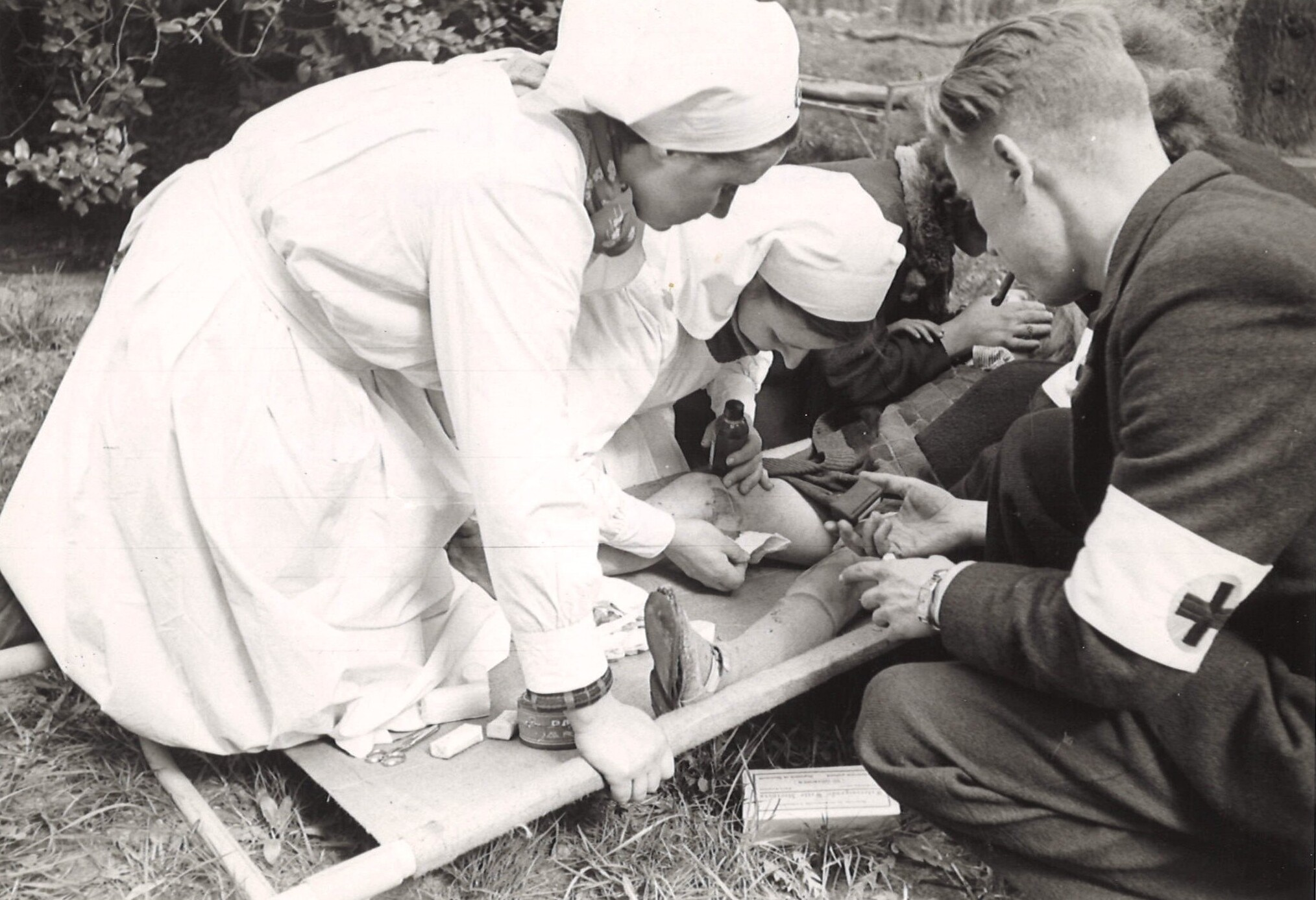
Verpleging van slachtoffers

Hoewel er maar 4 bommen op de Erlafabriek vielen, ontstond daar zware brand. Brandbare stoffen zoals rubber vatten vuur en veroorzaakten een verstikkende rook. 307 werknemers van de fabriek verloren het leven. Vele van hen werden onherkenbaar verminkt teruggevonden. Onder de slachtoffers waren ook één Nederlander en een zestal Duitsers en Frans Christiaens, de gewezen Belgische voetbaldoelman. In de nabijgelegen Gevaertfabriek waren 43 dodelijke slachtoffers toen één bom op de donkere zalen viel waar vele meisjes aan het werk waren.
Vier scholen werden door de bommen platgelegd. In de meisjesschool Sint-Lutgardis raakten de schuilende meisjes verpletterd onder het puin. Er stierven 61 leerlingen en 5 zusters. Recht daartegenover werd Sint-Vincentius herschapen tot een puinhoop. 103 kinderen en 3 leerkrachten vonden de dood. Van het eerste, vijfde en zesde leerjaar overleefde bijna geen enkele leerling. Dicht bij Sint-Vincentius stond de privéschool Les Abeilles, waar twee vluchtende leerlingen aan de hoofdingang dodelijk werden getroffen door een bom. Eén leerling van de andere nabijgelegen school Sint-Aloïsius werd gedood toen hij wegvluchtte. De vierde school was Guido Gezelle, de gemeentelijke jongensschool. 23 leerlingen werden verpletterd of stikten in het stof. In totaal verloren 209 kinderen onder de 15 jaar het leven tijdens het bombardement.
De gemeente Mortsel betreurde die dag 384 dodelijke slachtoffers, maar ook uit de omliggende gemeentes waren er vele doden: 272 uit Antwerpen, 53 uit Edegem, 34 uit Kontich, 28 uit Wilrijk, 22 uit Lier, 18 uit Hove en 14 uit Hoboken. Uit de gemeentes Boechout, Lint, Schoten, Merksem, Mechelen, Nijlen, Berlaar, Boom, Kessel, Wijnegem, Hemiksem, Brasschaat, Herentals, Niel, Ranst en Booischot waren er tussen de twee en zeven dodelijke slachtoffers.

### Hulpverlening
De eerste hulp werd vooral geïmproviseerd. Pas na enkele uren kregen de brandweer, politie en Duitse bezetters de situatie onder controle. Al snel begon Winterhulp soep uit te delen. Vrachtwagens, meestal bestuurd door Duitsers, deden dienst als ambulances. De hulpverlening werd bemoeilijkt door het puin en de elektriciteitskabels die de weg versperden. De getroffen gebouwen stonden vaak op instorten. Eén hulpverlener kwam om bij de reddingsoperaties.

## Geen oorlogskruis
Omdat Mortsel slachtoffer werd van zogenaamd friendly fire werd het vergeten bij het uitdelen van de Oorlogskruisen. Pas na 61 jaar kreeg de stad een erkenning in de vorm van een lint.

## Historisch onderzoek
In 2008 organiseerde de Stad Mortsel het project De Laatste Getuigen, waarbij een tweehonderdtal leerlingen uit het secundair onderwijs nog levende getuigen (velen van hen waren toen zelf nog kind) van het bombardement interviewden. De stad Mortsel hielp actief mee om de nog overlevende getuigen van het bombardement op te sporen. Het onderzoek werd geleid door historicus Pieter Serrien. De interviews werden door hem ook verwerkt en van historisch vergelijkend materiaal voorzien, wat resulteerde in het boek Tranen over Mortsel. Hierin staan voornamelijk de ervaringen van de slachtoffers van het bombardement centraal.
In 2018 naar aanleiding van de 75ste herdenking creëerde Pieter Serrien een online slachtofferlijst met uitgebreide informatie over de slachtoffers en de getroffen plaatsen. De website met een herdenkingspagina voor elk van de 936 slachtoffers is een ondersteuning voor het grote participatieproject waarbij 936 doosjes staan opgesteld op het Stadsplein.

## Muziek & videoclip
Voor de muziekvoorstelling Den Grooten Oorlog tussen de Patatten van het duo kleinkunstenaars Lien en Bart werd in 2014 een lied over "Ons Bomma" geschreven door Lien Kooijman, een kleindochter van slachtoffers van het 'vergeten' bombardement op Ranst. Het lied en de door haar broer Bram Kooijman geproduceerde bijbehorende videoclip geven een aangrijpend beeld.

## Film
Minder bekend is dat het bombardement op Mortsel aan de basis ligt van de Hollywoodfilm Twelve O'Clock High (1950) met acteur Gregory Peck, die de rol speelt van ene generaal Frank Savage. De figuur van Savage is gebaseerd op generaal Frank A. Armstrong, die in 1942-1943 als kolonel de 306de Bomb Group had bevolen. Het moreel van 306BG stond op een laag pitje na zware verliezen boven Frankrijk en Armstrong besloot daar iets aan te doen. Hij bood zich op 5 april 1943 onverwacht op het vliegveld van Thurleigh (Bedfordshire) aan waar 306BG gestationeerd was en zei dat hij weer zou meevliegen. Daarmee wilde hij een voorbeeld stellen.
Het doel was die dag de Erla-fabriek te Mortsel. Armstrong nam plaats in de "lead aircraft" van 306BG, het toestel dat de eskaders van de 1ste Bomb Division zou aanvoeren. De B-17 werd herhaaldelijk onder vuur genomen door Duitse jachtvliegtuigen die wisten dat dit het leidend vliegtuig van de dichte formaties was. Met een generaal aan boord dacht niemand er aan rechtsomkeer te maken. De raid werd doorgezet ondanks hevige Duitse weerstand. Armstrongs B-17 werd herhaaldelijk geraakt en de navigator zwaargewond. Armstrong verbond hem en berekende zelf de koers om naar Engeland terug te keren. Het verhaal maakt deel uit van de geschiedenis van 306 BG. Twee oudgedienden van 306BG, Sy Barlett en Beirne Lay Jr., werden na de oorlog scenarioschrijvers in Hollywood. Zij baseerden zich op dit waargebeurd verhaal voor het scenario voor de film Twelve O'Clock High, die in 1950 in de bioscoopzalen werd vertoond.

## Publicaties
- Debruyne, Charles, Het gebeurde in Mortsel, uitgeverij Het Streekboek, Nieuwkerken-Waas, 1995, 80 blz.
- Dillen, Jean, Erlawerk VII Antwerpen-Mortsel 1940-44, uitgeverij De Krijger, Erpe, 1993, 168 blz.
- Rely, Achille, Bommen op Mortsel. Mission N°50. Luchtaanval op de ERLA-fabrieken 5 april 1943, Standaard Uitgeverij, Antwerpen, 1988, 154 blz.
- Rely, Achille, Geen Oorlogskruis voor Mortsel, uitgeverij MIM, Antwerpen/Deurne, 1993, 246 blz.
- Serrien, Pieter, Tranen over Mortsel, Standaard Uitgeverij, Antwerpen, 2008, 312 blz.
- Serrien, Pieter, Tranen over Mortsel, Manteau, Antwerpen, 2013, 416 blz.
- Serrien, Pieter, Tranen over Mortsel, Davidsfonds, Antwerpen, 2018, 416 blz.